# Centrolene solitaria
Centrolene solitaria è un anfibio anuro appartenente alla famiglia Centrolenidae endemico del Dipartimento di Caquetá, nella parte amazzonica della Colombia. I dati conosciuti sono insufficienti per valutare lo stato di rischio a cui è sottoposta la specie.